# Sebastian Hauck
Sebastian Hauck (* 20. Dezember 1988 in Leipzig) ist ein deutscher Fußballspieler. 

## Karriere
In seiner Jugendzeit spielte Hauck beim inzwischen aufgelösten VfB Leipzig und bis 2007 beim FC Sachsen Leipzig. Bevor Hauck 2008 zum SSV Markranstädt wechselte, kam er bei Sachsen Leipzig noch in der Reservemannschaft zum Einsatz. 2009 wurde die erste Mannschaft vom SSV Markranstädt auf den neugegründeten Verein RB Leipzig übertragen, sodass er in der Saison 2009/10 in der Oberliga Nordost für den von der Red Bull GmbH finanzierten Verein spielte. Am Ende der Saison gewann er mit RB die Meisterschaft der Staffel Süd und erreichte somit den Aufstieg in die Regionalliga.
Hauck verließ jedoch Leipzig und spielte zwischen 2010 und 2012 für den FC Rot-Weiß Erfurt. In seinem ersten Jahr stand er ab dem 4. Spieltag im Profikader der Drittliga-Mannschaft und am 5. Spieltag gab er sein Profidebüt als Einwechselspieler. Danach kam er allerdings nur noch zu einem Einsatz in der ersten Mannschaft und spielte stattdessen in der U23 in der Oberliga Nordost. In der Saison 2011/12 gehörte er 34-mal zum Spieltagsaufgebot der Drittligamannschaft, 14-mal stand er danach auch auf dem Platz.
Zur Saison 2012/13 wechselte Hauck zum VfB Lübeck in die Regionalliga Nord.
Nach der Insolvenz des VfB Lübeck wechselte Hauck im Januar 2013 zum FSV Wacker 90 Nordhausen. Mit dem Oberligaaufsteiger aus Nordthüringen schaffte er 2013 als Meister den Durchmarsch in die Regionalliga Nordost. 2014 wurde sein Vertrag nicht verlängert und Hauck war zunächst vereinslos. Im Januar 2015 schloss sich der Angreifer dem Bayernligisten FC Amberg an, mit dem er am Saisonende in die Regionalliga Bayern aufstieg.
Im Sommer 2016 wechselte er zum Oberligisten VFC Plauen und kehrte im Sommer 2018 in seine Wahlheimat Erfurt zurück, in dessen Nähe er sich dem Thüringenliga-Aufsteiger SV 09 Arnstadt für drei Jahre anschloss.